# Armorial des freguesias de Salvaterra de Magos
- il comporte peu ou pas de sources.
- il reste des blasons à dessiner dans cet armorial.

Cette page donne les armoiries (figures et blasonnements) des freguesias de Salvaterra de Magos. 
| Image | Nom de la commune et blasonnement |
| ----- | --------------------------------- |
|       | Foros de Salvaterra               |
|       | Glória do Ribatejo                |
|       | Granho                            |
|       | Marinhais                         |
|       | Muge                              |
|       | Salvaterra de Magos               |